# Robert Kaplan
Robert S. Kaplan (nascido em 1940) é uma acadêmico de contabilidade gerencial e professor emérito de desenvolvimento de liderança e contabilidade na Harvard Business School (HBS), dos Estados Unidos, e co-criador, juntamente com David Norton, do método de gestão Balanced Scorecard (BSC) e co-fundador da Balanced Scorecard Collaborative. Robert Kaplan e David Norton introduziram o método BSC em seu artigo "O Balanced Scorecard: Medidas que impulsionam o desempenho" publicado em 1992 na Harvard Business Review (HBR).

## Biografia
Robert Kaplan obteve seu bacharelado em Engenharia Elétrica no Massachusetts Institute of Technology, onde também obteve seu mestrado em Engenharia Elétrica. Para seus estudos de pós-graduação, ele se mudou para a Universidade de Cornell, onde obteve seu PhD (doutorado) em  Pesquisa Operacional. Desde a década de 1990, ele foi premiado com doutorados honorários pela Universidade de Stuttgart, em 1994, a Universidade de Lodz, em 2006, e da Universidade de Waterloo, em 2008.
Robert Kaplan ingressou no corpo docente do HBS em 1984 após passar 16 anos no corpo docente da escola de negócios da Carnegie-Mellon University, onde atuou como reitor de 1977 a 1983. 
Após sua graduação, Kaplan iniciou sua carreira acadêmica na Tepper School of Business na Carnegie-Mellon University em 1968 e atuou como reitor de 1977 a 1983. Em 1984, mudou-se para a Harvard Business School , onde foi nomeado na Marvin Bower como Professor de Desenvolvimento de Liderança.
Em 2006, Kaplan foi nomeado para o Hall da Fama da Contabilidade . No mesmo ano, ele também recebeu o Lifetime Contribution Award da Seção de Contabilidade Gerencial da American Accounting Association.
Robert Kaplan recebeu diversos prêmios por sua notável contribuição ao desenvolvimento da Contabilidade, especialmente Contabilidade Gerencial e Contabilidade de Custos.

## Prêmios e Honras
Recebeu diversos prêmios e honrarias, como:
- Em 2013, entreo para o Thinkers 50, Hall da Fama, juntamente com David Norton. o Thinker 50 homenageia pensadores de Gestão por suas distintas e contribuições.[5]
- Premiado com o Doutor Honoris Causa pela Universidade de Waterloo em 2008.
- Recebeu o prêmio de 2008 do Prêmio de Aprendizado e Desempenho no Local de Trabalho (com David P. Norton) da Sociedade Americana de Treinamento e Desenvolvimento.
- Vencedor do Prêmio de Certificado de Mérito Lybrand de 1999, apresentado pelo Institute of Management Accountants por "Transfer Pricing with ABC" (com Dan Weiss e Eyal Desheh, Management Accounting , maio de 1997).
- Vencedor do prêmio Notáveis Contribuições à Literatura de Contabilidade Gerencial de 1998 da Seção de Contabilidade Gerencial da Associação Americana de Contabilidade para o Balanced Scorecard: Traduzindo a Estratégia em Ação (com David P. Norton, Harvard Business School Press, 1996).
- Nomeado como Finalista de 1996 para o Financial Book / Booz-Allen & Hamilton Global Business Book Award para o Balanced Scorecard: Traduzindo Estratégia em Ação (com David P. Norton, Harvard Business School Press, 1996).
- Vencedor das Contribuições Notáveis de 1993 ao Prêmio de Literatura de Contabilidade Gerencial da Seção de Contabilidade Gerencial da Associação Americana de Contabilidade pelo artigo Implementação do Gerenciamento de Custos Baseado em Atividades: Passando da Análise à Ação (com Robin Cooper, Larry Maisel, Eileen Morrissey e Ronald M. Oehm , Institute of Management Accountants, 1992).

## Publicações
Robert kaplan tem importantes publicações nas áreas de estratégia, contabilidade de custos e contabilidade gerencial .Principais livros publicados:
- Kaplan, R. S., Serafeim, George, & Tugendhat, Eduardo (2018, Jan./Fev.). Inclusive Growth: Profitable Strategies for Tackling Poverty and Inequality. Harvard Business Review.
- Kaplan, Robert S., e David P. Norton. The Execution Premium: Linking Strategy to Operations for Competitive Advantage. Harvard Business Press, 2008.
- Kaplan, Robert S., e Steven R. Anderson. Time-Driven Activity-Based Costing: A Simpler and More Powerful Path to Higher Profits. Harvard Business Press, 2007
- Kaplan, Robert S., e David P. Norton. Alignment: Using the Balanced Scorecard to Create Corporate Synergies. Harvard Business Press, 2006.
- Kaplan, Robert S., e David P. Norton. Strategy Maps: Converting Intangible Assets into Tangible Outcomes. Harvard Business Press, 2004.
- Kaplan, Robert S., e David P. Norton. The Strategy-Focused Organization: How Balanced Scorecard Companies Thrive in the New Business Environment. Harvard Business Press, 2000.
- Cooper, Robin, e Robert S. Kaplan. The design of cost management systems: text and cases. Prentice Hall, 1999.
- Kaplan, Robert S., e David P. Norton. The Balanced Scorecard: Translating Strategy into Action. Harvard Business Press, 1996.

Principais artigos publicados:
- Johnson, H. Thomas, e Robert S. Kaplan. "The rise and fall of management accounting." Engineering Management Review, IEEE 15.3 (1987): 36-44.
- Kaplan, Robert S., e David P. Norton. "The Balanced Scorecard: Measures That Drive Performance." Harvard Business Review, Jan.–Fev. 1992
- Kaplan, Robert S., e David P. Norton. "The Balanced Scorecard: Translating Strategy into Action." Harvard Business Press, 1996.
- Kaplan, Robert S., e David P. Norton. "Using the Balanced Scorecard as a Strategic Management System." Harvard Business Review 74.1 (1996): 75-85.
- Kaplan, Robert S., George Serafeim, e Eduardo Tugendhat. "Inclusive Growth: Profitable Strategies for Tackling Poverty and Inequality." Harvard Business Review 96.1 (2018)